# Järnvägspolisen
För andra betydelser, se Järnvägspolisen (olika betydelser).

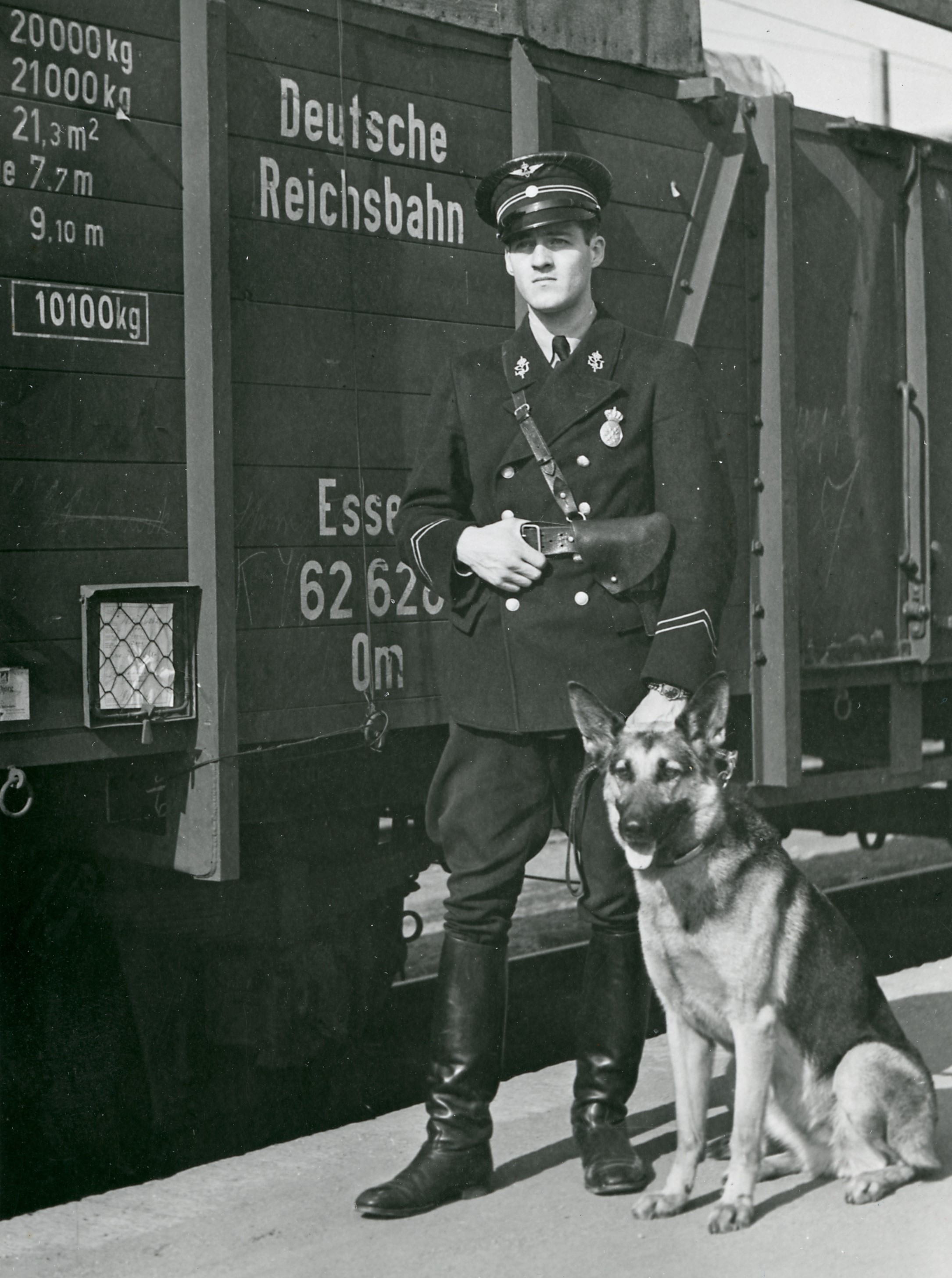
Järnvägspolis med schäferhund framför tyskt tåg på Östersund C 1942.

Järnvägspolisen var en särskild svensk poliskår som verkade under Kungliga Järnvägsstyrelsens militärbyrå från början av andra världskriget till 1 juli 1944. 
Järnvägspolisens uppgifter bestod i att dels utreda och motarbeta sabotage- och spionageverksamhet från de krigförande nationerna riktade mot SJ, dels att medfölja och bevaka de tyska militärtåg som passerade Sverige (se Permittenttrafiken). Järnvägspoliserna bar tjänstepistol och polisbricka men i övrigt vanlig SJ-uniform.